# 方位角

方位角是參考方向（本例中是北）和視線方向之間形成的角度。視線方向是由天頂通過觀測目標與參考平面（此例為地平面）正交的點。

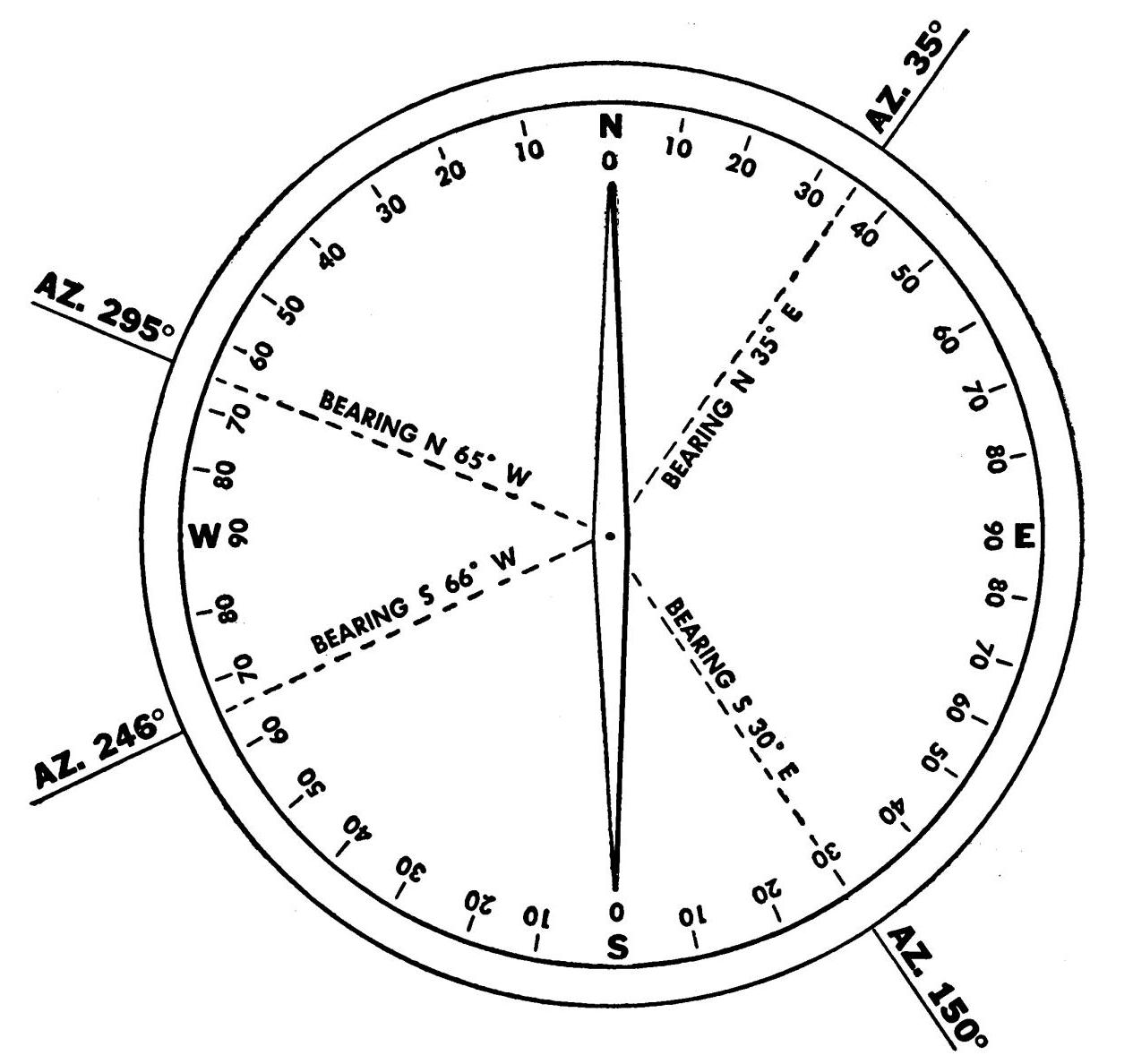
图示方位（bearings）与方位角（azimuths）

方位角（azimuth angle）又稱方位向、地平經度，是从某观察点的指北方向线起，依顺时针方向到目标方向线之间的水平角（horizontal angle）；或是地平坐标系的经向坐标，过天球上一点的地平经圈与子午圈所交的球面角（spherical angle）。方向角属于球座標系中的角測量。
方位角的操作型定義為：從觀測者（原點）到感興趣點的向量投影正交到基準面，投影向量與基準面上參考向量（指北）之間的角度稱為方位角。方位角的取值范围为0°~360°。参考方向或标准方向通常有三种：真北方向、坐标北方向和磁北方向。方位角根据采用标准方向的不同，有真方位角、坐标方位角和磁方位角之分。
當用在天體坐標時，方位角是在天空中的恆星或天體在地平線上的方向。恆星是觀測者感興趣的點，參考平面是環繞著觀測者所在地區（例如，半徑約為5公里的海平面）的地球表面，參考向量指向真正的北方。方位角是恆星向量投影在水平面上的恆星向量與真北向量之間的角度。
方位角通常用度（°）來量測。這個概念被用於導航、天文學、工程學、地圖、採礦和彈道學。
方位角的英语源自阿拉伯语的 اَلسُّمُوت as-sumūt，是阿拉伯文中 السَّمْت as-samt 複數的形式，意思為“方向”（the directions）。

## 導航

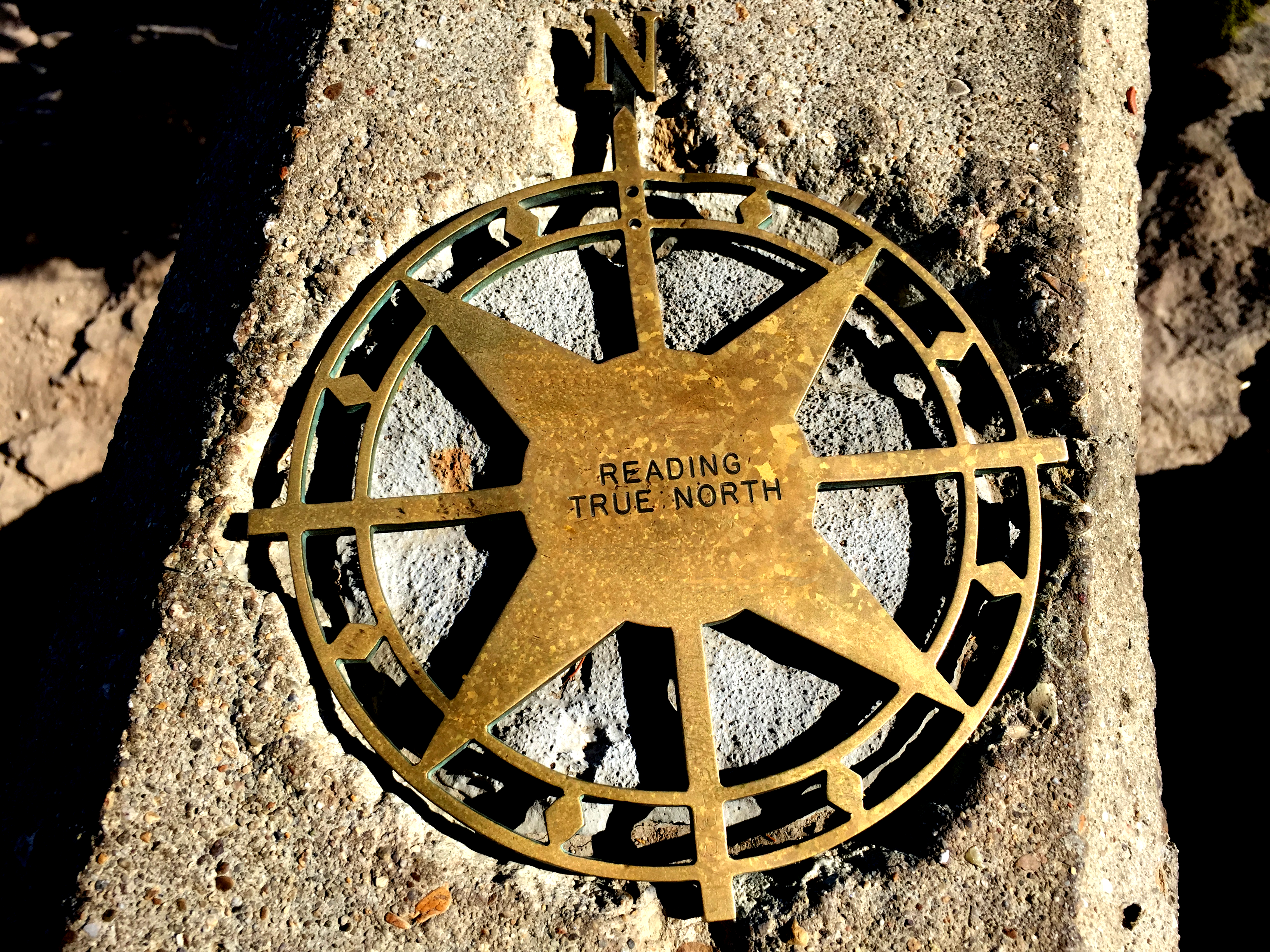
美國南加州艾倫山（砂岩峰）的方位標記。

在陸地上的導航，方位角通常以α表示，並定義為從北方基線或以子午線為基準測得的水準角。方位角更廣泛的定義為從任何固定基準面，或容易建立的基準方向，順時針量測的水準角。
現在，方位角的基準面通常以真北為0°方位角量測，但也可以使用其它角度單位（梯度、密位）。在360度的圓周上順時針，東為方位角90°，南為180°，和西為270°。但也有例外：一些導航系統使用南方做為參考向量的0°。只需要先明確的定義，任何方向都可以是參考向量的0°。
通常情況下，方位角或羅盤方位是在系統中規定的，在這個系統中，0°可以在北或南，並且可以是順時針或逆時針量測角度。例如，方位角可以描述"[從]南[轉]東30°"（方括號中的字通常可以省略），縮寫為"S30°E"，即從南向東30度的方位，或從北順時針方向150度的方位。總是先說明參考方向是北或南，後說明轉向是東還是西。選擇方向時，它們之間的角度是在0到90度之間。選擇方向時，它們之間的角度是正的，在0到90度之間。如果方位正好在基點的某個方向上，例如東方，則會標示為"正東"。

### 真北方位角
| 正北   | 0°     |        | 正南   | 180° |
| 北北東 | 22.5°  | 南南西 | 202.5° |      |
| 東北   | 45°    | 西南   | 225°   |      |
| 東北東 | 67.5°  | 西南西 | 247.5° |      |
| 正東   | 90°    | 正西   | 270°   |      |
| 東南東 | 112.5° | 西北西 | 292.5° |      |
| 東南   | 135°   | 西北   | 315°   |      |
| 南南東 | 157.5° | 北北西 | 337.5° |      |

## 地圖方位角

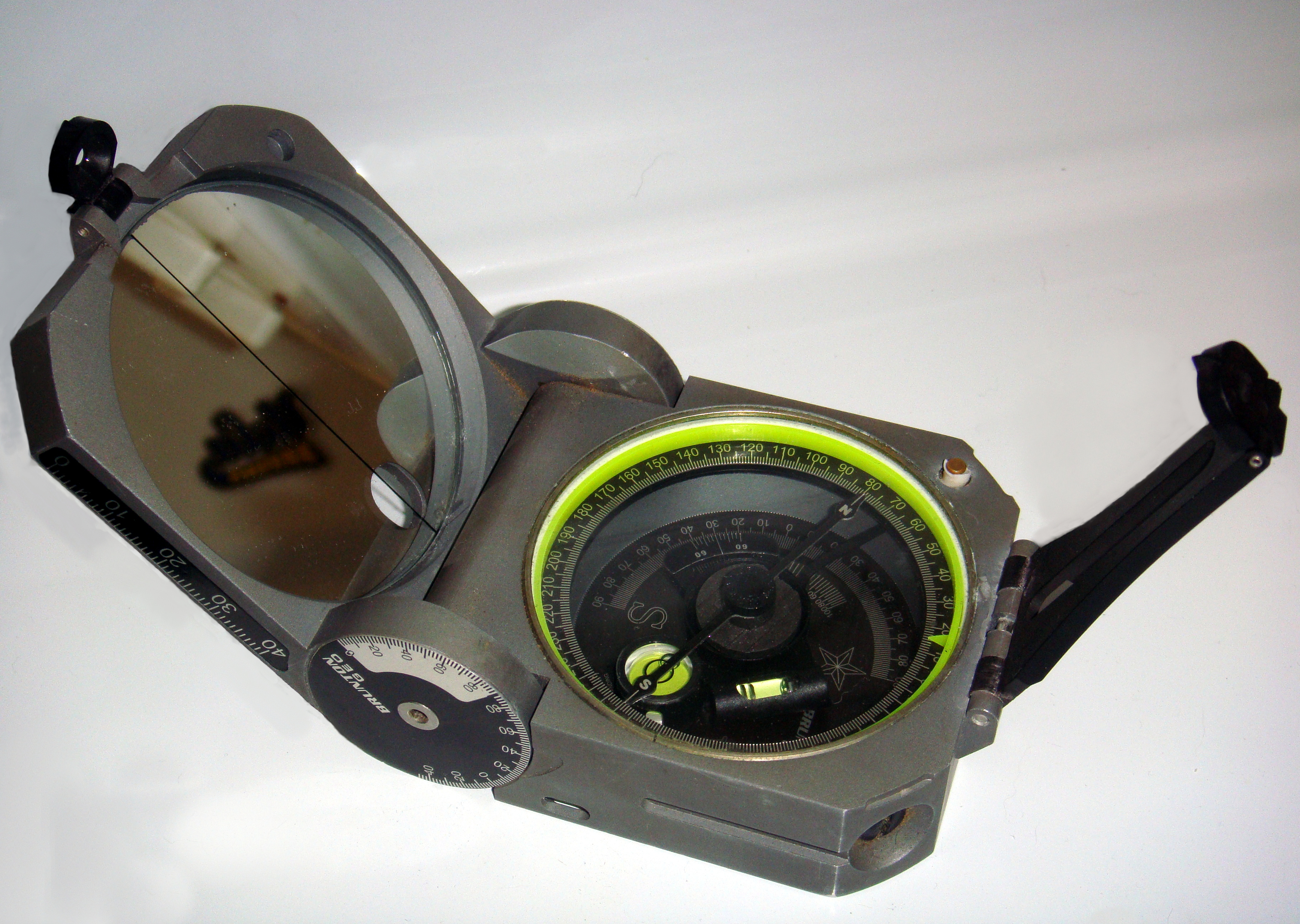
通常，地質學家和測量員會使用一種標準的布倫頓地理指南針來量測方位角。

當在平面上2個點的座標已知時，可以計算地圖方位角（十進位度數）（空間參考系統）：
{\displaystyle \alpha ={\frac {180}{\pi }}\operatorname {atan2} (X_{2}-X_{1},Y_{2}-Y_{1})}
請注意，交換參考軸（逆時針）相對於數學的極座標，方位角相對於北方是順時針方向。
這就是上述公式中X軸和Y軸互換的原因。如果方位角變為負數，可以持續每次增加360°，直到使它成為正值。
以弧度呈現的公式會稍微簡單一些：
{\displaystyle \alpha =\operatorname {atan2} (X_{2}-X_{1},Y_{2}-Y_{1})}
注意交換後的{\displaystyle (x,y)}與正常的{\displaystyle (y,x)}atan2輸入的順序相反。

### 計算座標
當一個點的座標（X1，Y1）到另一個點的距離D、和方位角α 已知時，可以計算另一個點的座標（X2， Y2）：
{\displaystyle {\begin{aligned}X_{2}&=X_{1}+D\sin \alpha \\Y_{2}&=Y_{1}+D\cos \alpha \end{aligned}}}
這通常用於三角測量和方位角識別（AzID），尤其是在雷達的應用中。

## 實際用途
在空战中，方位角是你的飞机相对于敌机尾部的角度。字母“L”或“R”显示在方位角之后，指示你的飞机在目标的哪一侧。并且方位角是判断敌机在我方的哪一测
在無線電領域，會利用方位角來表示定向天線所指的方向，使之在某方向上具有更強輻射能力或獲得更大增益。在利用短波的國際廣播中尤為常見。ND（Non directional）指天線無指向性，是全向天線。

## 參看
- 象限角
- 坐標系統